# Loyaliste

Symbole du loyalisme britannique

Un loyaliste est celui qui témoigne de la loyauté à son souverain, à sa nation ou aux régimes et aux institutions établis en leur restant fidèle face à la rébellion.

## En Amérique du Nord

### Loyalistes et révolution américaine
Les Loyalistes était le nom donné aux colons vouant loyauté à la couronne britannique lors de la révolution américaine de 1775 à 1783. Les historiens ont estimé que 15 à 20 % de la population était loyaliste. L'historien Robert Middlekauff estime qu'environ 500 000 colons, soit 19 % de la population blanche, resta loyale à la Grande-Bretagne.
Ils étaient souvent qualifiés de Tories (conservateurs), Royalists (royalistes) ou King's Men (hommes du roi) par les Revolutionaries (révolutionnaires) ou Patriots (patriotes), qui soutenaient la cause américaine. L'armée britannique forme plusieurs régiments de Loyalistes. Deux de ces régiments font partie des troupes capturées à la bataille de Yorktown en octobre 1781, face aux troupes des généraux La Fayette, Rochambeau et Washington.
Lors de la reconnaissance de l'indépendance des États-Unis (1783), la plupart des loyalistes décident de s'exiler dans la province de Québec et le reste de l'Amérique du Nord britannique par loyauté envers la Grande-Bretagne. De plus, les soldats et les miliciens britanniques, les collaborateurs de l'armée britannique et les prisonniers de droit commun sont expulsés du territoire des États-Unis et s'installent en Grande-Bretagne ou en Amérique du Nord britannique, où on les honore du titre de United Empire Loyalists (loyalistes de l'Empire uni),  ou encore aux Antilles britanniques. Au Canada, l'arrivée de nouveaux « colons » britanniques, face aux 90 000 francophones établis au Québec, modifie l'équilibre démographique. Beaucoup s'établissent en Ontario ou dans les provinces maritimes : ces réfugiés, dont 25 à 30% de femmes, sont en grande partie à l'origine des Canadiens anglais.

### Repli vers l'Amérique du Nord britannique
L'arrivée de nombreux loyalistes venus des États-Unis entre 1783 et 1791 et leur répartition dans la colonie du Québec entraîne, par l'Acte constitutionnel de 1791, la scission de la Province de Québec en un Haut-Canada anglophone peuplé de loyalistes, et un Bas-Canada francophone à l'est de la rivière des Outaouais. 
Pour éviter un soulèvement des propriétaires terriens francophones du Québec, les loyalistes choisissent de s'établir à l'ouest de la rivière des Outaouais, à l'ouest de la capitale fédérale actuelle, Ottawa, (aujourd'hui en Ontario). Cependant, plusieurs d'entre eux se fixent dans le futur Québec, dans les régions des Cantons-de-l'Est et de la Gaspésie. D'autres s'installent au Nouveau-Brunswick, « colonie loyaliste » créée en 1784 par la Grande-Bretagne à partir de la partie nord de la Nouvelle-Écosse et quelques-uns en Nouvelle-Écosse. On estime à 30 000 le nombre de Loyalistes qui se sont établis dans les futures Provinces maritimes du Canada.
Après le traité de Paris, qui prévoit le retour des Loyalistes aux États-Unis, le Congrès incite les États à les réintégrer, à abolir les lois anti-loyalistes et à leur rendre les biens spoliés. La Nouvelle-Angleterre applique ces recommandations, ce qui permet le retour de certains loyalistes. Toutefois, la situation est plus difficile dans le Sud et à New York et le retour à la normale nécessite plus de temps.
Le gouverneur général de l'Amérique du Nord britannique et le lieutenant-gouverneur du Bas-Canada, James Henry Craig, continue à partir de 1807 une politique de nouvelles implantations semblable à celle qui a été menée en Irlande par les Britanniques. Il octroie des terres et une prime d'installation pour tous les nouveaux colons anglophones (dont les Loyalistes) s'installant en Amérique du Nord britannique.

### Roman historique
L'écrivain Kenneth Roberts décrit dans un volumineux roman historique, Oliver Wiswell (1940), la révolution américaine du point de vue des Loyalistes des premières émeutes en 1775 contre les Tories jusqu'à l'exode en 1783 des Loyalistes vers Saint-Jean (Nouveau-Brunswick).

## En Espagne
Les Loyalistes soutiennent la Seconde République espagnole contre la rébellion de Francisco Franco pendant la guerre d'Espagne (1936-1939) et sont plus souvent nommés les Républicains.

## En France
Le terme de loyaliste a été utilisé en France durant la Seconde Guerre mondiale pour décrire les vichystes refusant de se rallier à Charles de Gaulle alors en faction contre l'État français, sous le régime collaborationniste de Philippe Pétain, qui se substituait à celui de la Troisième République française et dont le gouvernement siégeait à Vichy.[réf. nécessaire]
Plus tard, il retrouva un écho pendant les guerres d'indépendance liées à la décolonisation. Durant la guerre d'Indochine, puis la guerre d'Algérie, étaient qualifiés de loyalistes les indigènes qui soutenaient le rattachement à la République française contre les mouvements indépendantistes et les qualifiant en retour de « fantoches ».[réf. nécessaire]
Le terme de « loyalistes » apparaît au cours des années 1980 dans les médias tant métropolitains que locaux pour désigner les anti-indépendantistes néo-calédoniens, « loyalistes aux institutions républicaines françaises », sans que cette dénomination ne soit totalement approuvée par le camp concerné (son principal chef de file à cette époque, Jacques Lafleur, la rejetant tout particulièrement). Plus tard, « Les Loyalistes » constituent une coalition de partis politiques calédoniens qui militent contre l'indépendance de la Nouvelle-Calédonie dans le cadre des campagnes référendaires de l'accord de Nouméa, puis un groupe politique constitué de certains de ces partis au Congrès de la Nouvelle-Calédonie.

## En Libye
Durant la révolution libyenne de 2011, les soldats restés fidèles à la Jamhiriya du colonel Mouammar Kadhafi étaient appelés "loyalistes".

## Sources
- Robert M. Calhoon, « Loyalism and neutrality » in Jack P. Greene et J.R. Pole, éd., The Blackwell Encyclopedia of the American Revolution (1991)
- Claude Fohlen, Les pères de la révolution américaine, Paris, Albin Michel, 1989,  (ISBN 2226036644)
- Robert Middlekauff, The Glorious Cause: The American Revolution, 1763–1789. (édition 2005)